# Pimpla picea
Pimpla picea là một loài tò vò trong họ Ichneumonidae.